# فوش (ناو هواپیمابر)
ناو هواپیمابر فرانسوی فوش (انگلیسی: French aircraft carrier Foch) (تلفظ فرانسوی: [fɔʃ]) دومین ناو هواپیمابر فرانسه که از سال ۱۹۶۳ تا سال ۲۰۰۰ در خدمت کشور فرانسه بود. از دیگر نام‌های این ناو جنگی مارشال (درجه نظامی) فرانسه، مارشال (درجه نظامی) بریتانیا و مارشال (درجه نظامی) لهستان بود که بعد از فروختن این ناو جنگی به کشور برزیل، سائو پائولو نام گرفت.

## طراحی
ناو هواپیمابر فوش که در حال حاضر نام آن سائو پائولو است، آخرین عضو از طراحی کاتبار است. ناحیه فرود این ناو جنگی که دارای ۱۶۵٫۵ متر طول، ۲۹٫۵ متر عرض، دارای ۸ درجه انحراف نسبت به محور کشتی و عرشه پرواز این ناو هواپیمابر ۲۶۵ متر است.